# Reading (Michigan)
Reading – miasto w Stanach Zjednoczonych, w stanie Michigan, w hrabstwie Hillsdale.